# Linux

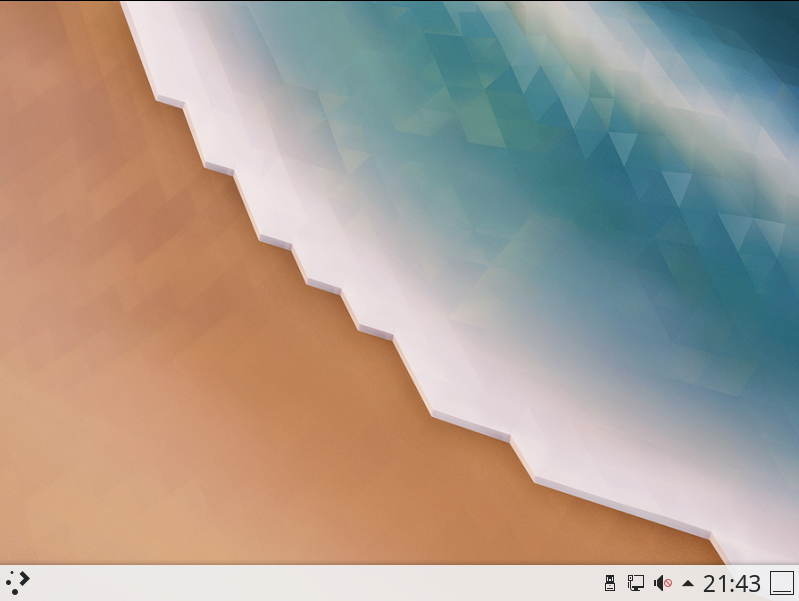
Linux rulând cu intefața grafică KDE Plasma 5

Tux, mascota Linux

Linux (pronunțat [ˈlɪnəks] în engleza americană și [ˈlɪnʊks] în Canada și Europa) este o familie de sisteme de operare de tip Unix-like care folosesc Nucleul Linux (în engleză kernel). Linux poate fi instalat pe o varietate largă de hardware, începând cu telefoane mobile, tablete, console video, continuând cu calculatoare personale până la supercomputere.
Linux este cunoscut în principal pentru utilizarea sa ca server. În 2009 i se estima o cotă de piață între 20-40%. Cota de piață de desktop este estimată între 1-2% și 4.8%. În ultimii ani, Linux a început să devină tot mai popular atât datorită unor distribuții precum Ubuntu, openSUSE, Fedora, precum și datorită apariției netbook-urilor și a noii generații de telefoane inteligente (în engleză smartphone) care rulează o versiune încorporată de Linux.
Nucleul Linux a fost dezvoltat inițial pentru microprocesorul Intel 386, dar în prezent rulează pe o mare gamă de microprocesoare și arhitecturi de calculatoare. Este folosit pe calculatoare de tip personal, servere, pe supercomputere, dar și pe sisteme înglobate (embedded), cum ar fi unele telefoane mobile sau recordere video.
Sistemele Linux includ nucleul, bibliotecile de sistem, bibliotecile de dezvoltare și un număr (de obicei destul de ridicat) de programe utilitare și aplicații, servere grafice (X), sisteme de ferestre si spații de lucru (KDE, Gnome, Cinnamon, Fluxbox, Xfce, LXQt, MATE etc.), navigator web (Firefox, Lynx, Konqueror), aplicații și suite de aplicații „de birou” (LibreOffice), program de prelucrare grafică (Gimp), program de configurare, servere de web etc. Instalarea programelor noi se poate face fie prin compilare directă, fie prin intermediul pachetelor, care verifică existența și disponibilitatea altor programe necesare pe sistem înainte de a instala noul program. Managerele de pachete moderne asigură descărcarea pachetelor lipsă necesare (dacă este cazul) și instalarea lor automată „dintr-un clic”. Sistemele moderne Linux au atât capacități multimedia avansate, (grafică 3D accelerată hardware, sunet surround, suport pentru tehnologie bluetooth etc.), cât și suport pentru hardware mai vechi, fiind adaptabile și scalabile în funcție de necesități.
Fiind un sistem Unix-like, Linux prezintă două caracteristici specifice:
- este un sistem ierarhic, există un singur director rădăcină din care pleacă toate directoarele și care este întotdeauna montat
- are o structură bazată pe funcția fișierelor, nu subordonată programelor. Componentele unui program sunt răspândite în sistem și în funcție de rolul lor (bibliotecile într-un director de biblioteci sau executabilele într-un director de executabile).

## Scurt istoric

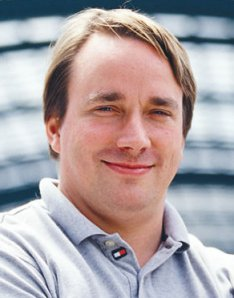
Linus Benedict Torvalds, dezvoltatorul sistemului de operare Linux

Dezvoltarea sistemului a fost începută de către inginerul finlandez Linus Torvalds, care inițial dorea să obțină un sistem similar cu Minix, care este tot Unix-like, dar fără limitările acestuia. Torvalds a scris un kernel care să lucreze pe platformele AT-386 și 484 având la bază conceptele din cartea Operating System a lui Andrew Tanenbaum.
Pe 25 august 1991, Linus Torvalds anunță că lucrează la un sistem de operare gratuit, prin intermediul unui mesaj către comp.os.minix Usenet, grupurile de discuții Minix:
«De la: Linus Benedict Torvalds
Newsgroup: comp.os.minix

Subiect: Ce ați dori să vedeți cel mai mult în minix?

Sumar: mic sondaj pentru noul meu sistem de operare.

ID-Mesaj:<>

Data: 25 Aug 91 20:57:08 GMT

Organizație: Universitatea din Helsinki
Salutări tuturor celor care folosesc Minix. Construiesc un sistem de operare (gratuit) (doar un hobby, nu o să fie la fel de mare și profesionist ca GNU) pentru clone AT 386 (486). Lucrez la el din aprilie și e aproape gata. Aș vrea să primesc feedback cu lucrurile care vă plac/nu vă plac în Minix, deoarece sistemul meu de operare se aseamănă într-o oarecare măsură cu Minix (aceeași structură a sistemului de fișiere (datorită unor rațiuni practice) printre altele). Am portat bash (1.08) și gcc (1.40), și lucrurile par să meargă. Asta înseamnă că o să obțin ceva practic în câteva luni și voiam să știu ce altceva ar mai dori lumea să conțină. Orice sugestie e binevenită, dar nu promit să o și implementez. Linus Torvalds.
P.S. Da - nu conține cod Minix și are un sistem de fișiere multi-threaded. Nu e portabil (folosește task-switching 386 etc) și probabil nu va suporta nimic altceva decât hardiskuri AT, deoarece doar asta am.»
Linux 0.01 a fost lansat la 17 septembrie 1991 și a fost pus pe net. Versiunea 0.02 a apărut pe 5 Octombrie, împreună cu o nouă declarație a lui Torvalds:
«De la: Linus Benedict Torvalds Newsgroups: comp.os.minix

Subiect: Surse kernel asemănător minixului gratuite pentru 386-AT

ID-Mesaj: <>

Data: 5 Oct 91 05:41:06 GMT

Organizație: Universitatea din Helsinki»
Linux a fost dezvoltat sub Licența Publică Generală GNU GPL, astfel încât nu numai Linux însuși, dar și codul său sursă sunt disponibile tuturor celor interesați. 
Inițial dezvoltat și utilizat de către programatori voluntari, Linux a câștigat suportul industriei IT și al marilor companii ca IBM, Hewlett-Packard, Dell, SunMicrosystems, Google, Novell sau Nokia, și a depășit ca folosire versiunile proprietare de Unix. Analiștii atribuie succesul sistemului faptului că este independent de furnizor, implementarea are un cost scăzut, iar securitatea și fiabilitatea sistemului sunt considerate de către specialiști drept foarte bune.

## Originea numelui Linux
Inițial, Torvalds a dat numele kernelului Freax, un amestec de free cu freak și litera “x”, de la Unix. Pentru a facilita dezvoltarea, fișierele au fost trimise la serverul FTP (ftp.funet.fi) al Finnish University and Research Network (FUNET) în septembrie 1991. Ari Lemmke de la Universitatea de Tehnologie din Helsinki (HUT), care era unul dintre administratorii voluntari ai serverului FTP, nu a considerat termenul “Freax” ca fiind un nume bun. În consecință, el a schimbat pe server denumirea proiectului în “Linux” fără a-l consulta pe Torvalds. Mai târziu, Torvalds a consimțit la denumirea “Linux”.
Uneori mai este întâlnit sub numele de GNU/Linux și este cel mai cunoscut exemplu de colaborare și dezvoltare de Software liber sub licență GPL.
Termenul Linux se referă și la nucleul Linux, însă în mod uzual este folosit pentru a descrie întregul sistem de operare pentru calculatoare, compus din nucleul Linux, biblioteci software și diverse unelte. O "distribuție Linux" adaugă acestor componente de bază o mare cantitate de programe, organizate în „pachete”. Folosirea termenului „Linux” pentru întreg sistemul, deși foarte răspândită, este contestată de către Richard Stallman și Free Software Foundation (autorii Proiectului GNU, ale cărui produse sunt incluse în cea mai mare parte din distribuțiile Linux). Aceștia propun utilizarea termenului GNU/Linux ("GNU și Linux") sau GNU+Linux ("GNU plus Linux").

## Nucleul Linux
(Articol principal: Nucleul Linux)

Stiviul grafic Linux se bazează pe Mesa 3D

Nucleul (kernel-ul) Linux este un nucleu monolitic. Cu toate acestea, spre deosebire de multe alte nuclee monolitice, driverele se pot încărca în memoria de lucru la utilizare, și se pot șterge de acolo ulterior, eliberând resursele utilizate, fără a necesita resetarea sistemului sau recompilarea nucleului. Facilitățile oferite de nucleu includ, printre altele,
- multitasking real și complet,
- suport pentru memorie virtuală,
- distribuția executabilelor la scriere,
- management avansat al memoriei,
- suport avansat pentru TCP/IP (inclusiv rutare și filtrare),
- până la un miliard de procese simultane,
- sistem de sunet modularizat (OSS sau ALSA).

Nucleul este scris integral în C și poate fi compilat folosind compilatorul GCC.

### Distribuții Linux

Istoria distribuțiilor Linux, de la origini (1991) până astăzi.

Sistemele de operare bazate pe Linux sunt disponibile în general sub formă de "distribuții" (denumite mai rar și "arome"). Unele dintre acestea sunt orientate spre utilizatorul particular, altele către servere sau către utilizatorii cu calculatoare mai vechi. Câteva dintre cele mai folosite distribuții de Linux sunt:
- Ubuntu, un proiect orientat spre utilizatorul obișnuit bazat pe Debian GNU/Linux, care a câștigat o mare popularitate prin faptul că este ușor de utilizat și configurat, fiind în același timp puternic și stabil. Distribuții înrudite: Kubuntu (folosește KDE), Xubuntu (folosește Xfce), Edubuntu (orientat spre aplicații pentru educație). În prezent, Ubuntu este cea mai populară distribuție Linux[18].
- openSUSE Leap[19] - o distribuție orientată atât spre servere cât și spre stații de lucru și desktopuri, care pune accentul pe ușurința în utilizare și configurare. Produsă de compania germană SuSE, parte a grupului Novell.
- Fedora (distribuție Linux) - născută din proiectul Red Hat Linux, dar conținând exclusiv software liber și disponibil gratuit de pe Internet.
- Debian GNU/Linux, una dintre distribuțiile cele mai cuprinzătoare de pe internet, conținând un număr uriaș de pachete. Creatorii proiectului au dezvoltat managerul de pachete APT și pachetele DEB.
- Linux Mint este o distribuție pentru calculatoare personale bazată pe Ubuntu și Debian.
- PCLinuxOS - o distribuție derivată din Mandriva Linux, destinată mediului desktop și care se remarcă prin usurința instalării, fiind adecvată pentru utilizatorii începători.
- Mandriva Linux (denumită anterior Mandrake Linux) - o distribuție ușor de utilizat, orientată spre utilizatorii desktop, creată de compania franceză Mandriva.
- Slackware Linux, este una dintre cele mai vechi distribuții, având ca motto "Ține (lucrurile) simple". Distribuției îi lipsesc unelte de configurare ușoară, dar beneficiază de viteză mare de rulare, posibilitatea de a fi instalată pe hardware mai vechi și o organizare simplă a sistemului.
- Gentoo Linux, o distribuție orientată spre performanțe maxime și destinată utilizatorilor avansați. Distribuția se remarcă prin timpul foarte lung necesar instalării, care necesită de regulă compilarea și optimizarea pachetelor pe sistemul pe care se face instalarea (spre deosebire de majoritatea distribuțiilor, care instalează software precompilat). Acest lucru are ca rezultat ulterior un spor de performanță, dar și o configurare mai dificilă. Gentoo beneficiază de un manager de pachete și de un sistem foarte avansat denumit portage.
- Knoppix, o distribuție „live” care rulează direct de pe CD sau DVD, fără a instala nimic pe discul dur, ce poate fi utilizată, printre altele, în călătorii, demonstrații sau pentru diagnosticări de sistem, reparări, recuperări de date etc.
- RedHat Linux - una dintre cele mai cunoscute distribuții, în prezent o distribuție comercială orientată exclusiv spre piața serverelor și spre mediul de afaceri. Este distribuția care a dat naștere proiectului Fedora Core.
- Slax, o distribuție "live" bazată pe Slackware, care poate rula de pe suport optic (CD sau DVD) sau de pe o memorie Flash de 256 MB.
- NimbleX, o distribuție "live" versatilă, produsă în România și bazată pe Slackware, care rulează direct de pe CD, mediu USB sau chiar și din rețea. Distribuția, deși nu ocupă mult spațiu, are o interfață grafică puternică și atractivă și include un număr mare de programe pentru navigarea pe Internet, editarea de documente, redare de conținut multimedia etc.
- TFM/GNU Linux - distribuție de Linux Server și Workstation 100% românească, stabilă, ușor de instalat și care nu necesită cunoștințe avansate de Linux. Produsă de compania TFM Group.
- Rogentos - o distribuție românească bazată pe Sabayon Linux, stabilă, ușor de instalat și care este adresată atât utilizatorilor obișnuiți cât și celor avansați.
- Tiny Core Linux - având o dimensiune de doar 12 MB, acesta este probabil cel mai mic sistem de operare bazat pe nucleul Linux.

Cele mai multe dintre aceste distribuții pot fi descărcate legal și gratuit de pe site-urile respective. Anumite distribuții vând manuale, sau seturi complete CD/DVD + manuale + suport tehnic + documentație aferentă.
Deși există numeroase distribuții, există utilizatori care preferă să își construiască un sistem Linux de la zero, folosind Linux From Scratch.
Cea mai nouă versiune a nucleului sistemului de operare Linux poate fi descărcată de pe site-ul oficial https://kernel.org.

## Diferențe dintre UNIX și Linux
- Majoritatea sistemelor de operare Unix se bazează pe standardele POSIX (Portable Operating System Interface for UNIX). Linux nu se bazează direct pe POSIX, ci pe LSB (Linux Standard Base), care este superset de POSIX. LSB este urmat de majoritatea distribuțiilor Linux.
- UNIX a pornit drept un sistem de operare proprietar, comercial, asemenea Windows-ului. Ulterior au apărut și versiuni gratuite, de exemplu FreeBSD, OpenBSD și NetBSD. Linux este un sistem de operare gratuit și open-source de la prima versiune. Există și versiuni de Linux comerciale.
- Unix este o familie de sisteme de operare, printre care și Linux, iar Linux este o clasă de distribuții de sisteme de operare – care au în mare măsură același substrat – care sunt axate pe anumite activități (gestiunea resurselor server, mediul de dezvoltare multimedia etc.) sau pentru uzul general.
- Unix este dezvoltat și menținut de către variate companii și organizații non-profit, în timp ce Linux este dezvoltat și menținut de către o comunitate globală de programatori, care contribuie gratuit la dezvoltarea distribuțiilor, dacă aceasta este oferită gratuit, sau contra cost, dacă este comercial.
- În timp ce Linux poate fi folosit pe o variate mare de sisteme (calculatoare personale, tablete, smartphone, cu întrebuințări extinse în mai toate ariile de utilizate a unui sistem de operare, Unix este folosit cu precădere pe servere (web, mail, cloud), având o popularitate mare în rândul universităților și companiilor mari.
- Datorită modului în care este menținut Linux, detectarea și remedierea problemelor de orice natură sunt realizate într-un timp rapid, în timp ce Unix necesită un timp mult mai mare de creare și lansare al actualizărilor.